# Obervogtei Meersburg
Die Obervogtei Meersburg war in napoleonischer Zeit eine Verwaltungseinheit im Südosten des Landes Baden. Sie bestand von 1803 bis 1807.

## Geschichte
Zu Zeiten des Heiligen Römischen Reiches hatte sich ein vom nördlichen Ufer des Bodensees in den angrenzenden Linzgau reichendes Gebiet herausgebildet, das unter der kirchlichen Herrschaft des Hochstifts Konstanz stand. Infolge des Reichsdeputationshauptschlusses 1803 wurde es der badischen Landeshoheit unterstellt. Dessen Regierung gliederte den Nordosten als Amt Markdorf aus, aus dem Rest entstand die Obervogtei Meersburg. Im Rahmen einer, durch weitere Gebietsgewinne notwendig gewordenen neuen Verwaltungsstruktur des Landes wurde sie dem Oberen Fürstentum am Bodensee zugewiesen. Der mit der Leitung, als Obervogt und dem Titel eines Hofrats, beauftragte Georg Leopold Schlemmer hatte zuvor in Diensten des Hochstifts gestanden.
Im Sommer 1807 wurde die Obervogtei aufgelöst, aus ihr ging das Obervogteiamt Meersburg hervor.

## Orte und Einwohnerzahlen
1805 wurde von 2479 Einwohnern berichtet, die sich auf die Stadt und zwei Orte verteilten:. 
- Stadt Meersburg, mit Stetten, Daisendorf, Baitenhausen, Riedetsweiler, Haltnau, Kutzenhausen, Breitenbach (der Unterhof), Dittenhausen und Harlachen: 1935
- Ahausen: 204
- Ittendorf, mit Hundweiler, Felben, Haslach, Wirrensegel, Leiwiesen, Bürgberg, Reute, Breitenbach (der Oberhof) und Stehlinsweiler: 340

## Weitere Entwicklung
Das Obervogteiamt entwickelte sich 1810 zum Amt Meersburg und 1813 zum Bezirksamt Meersburg. Es wurde 1857 aufgelöst und dem Bezirksamt Überlingen zugeteilt. Aus diesem ging 1939 der Landkreis Überlingen hervor. Bei der Kreisreform 1973 kamen Meersburg und Umgebung zum Bodenseekreis.